# 1900년 하계 올림픽 크로케 혼합 복구
1900년 하계 올림픽 크로케 복구는 프랑스 파리에서 개최된 1900년 하계 올림픽 크로케의 세부 종목이다. 프랑스에서 6명의 선수가 참가했으며, 7월 4일에 경기가 진행되었다.

## 경기 결과

### 예선
| 승자             | 점수        | 패자              |
| ---------------- | ----------- | ----------------- |
| 비네로 (FRA)     | 2-0 (42-40) | 데스프레 (FRA)    |
| 사오테료 (FRA)   | 2-0 (41-19) | 블라셰르 (FRA)    |
| 바이델리슈 (FRA) | w/o         | 필뢸 브로이 (FRA) |

### 결선
| 순위 | 선수             | 승 | 패 |
| ---- | ---------------- | -- | -- |
| 1    | 바이델리슈 (FRA) | 3  | 0  |
| 2    | 비네로 (FRA)     | 2  | 1  |
| 3    | 사오테료 (FRA)   | 1  | 2  |
| 4    | 블라셰르 (FRA)   | 0  | 3  |

| 승자             | 점수        | 패자           |
| 바이델리슈 (FRA) | 2-1 (42-41) | 비네로 (FRA)   |
| 바이델리슈 (FRA) | 불명        | 사오테료 (FRA) |
| 바이델리슈 (FRA) | 불명        | 블라셰르 (FRA) |
| 비네로 (FRA)     | 2-1 (42-41) | 사오테료 (FRA) |
| 비네로 (FRA)     | w/o         | 블라셰르 (FRA) |
| 사오테료 (FRA)   | 불명        | 블라셰르 (FRA) |

## 메달리스트
| 종목      | 금                  | 은              | 동                |
| --------- | ------------------- | --------------- | ----------------- |
| 혼합 복구 | 바이델리슈 · 프랑스 | 비네로 · 프랑스 | 사오테료 · 프랑스 |

## 참고 자료
- 국제 올림픽 위원회 - 1900년 하계 올림픽 크로케 경기 결과 (영어)
- De Wael, Herman. 《Herman's Full Olympians: "Croquet 1900"》. 2005년 11월 26일에 원본 문서에서 보존된 문서. 2006년 1월 10일에 확인함.
- Mallon, Bill (1998). 《The 1900 Olympic Games, Results for All Competitors in All Events, with Commentary》. Jefferson, North Carolina: McFarland & Company, Inc., Publishers. ISBN 0-7864-0378-0.
- Mallon, Bill (1995). 《The First Two Women Olympians》 (PDF). 2011년 5월 14일에 원본 문서 (PDF)에서 보존된 문서. 2010년 7월 14일에 확인함.